# セイエド・ヴァヒド・オリャエ
セイエド・ヴァヒド・オリャエ (Seyed vahid olyaee、ペルシア語: سیدوحید اولیائی ; Seyed Vahid Olyaee、1979年4月23日）は、イランの脚本家、映画プロデューサー、ミュージシャン、反戦活動家、映画監督。

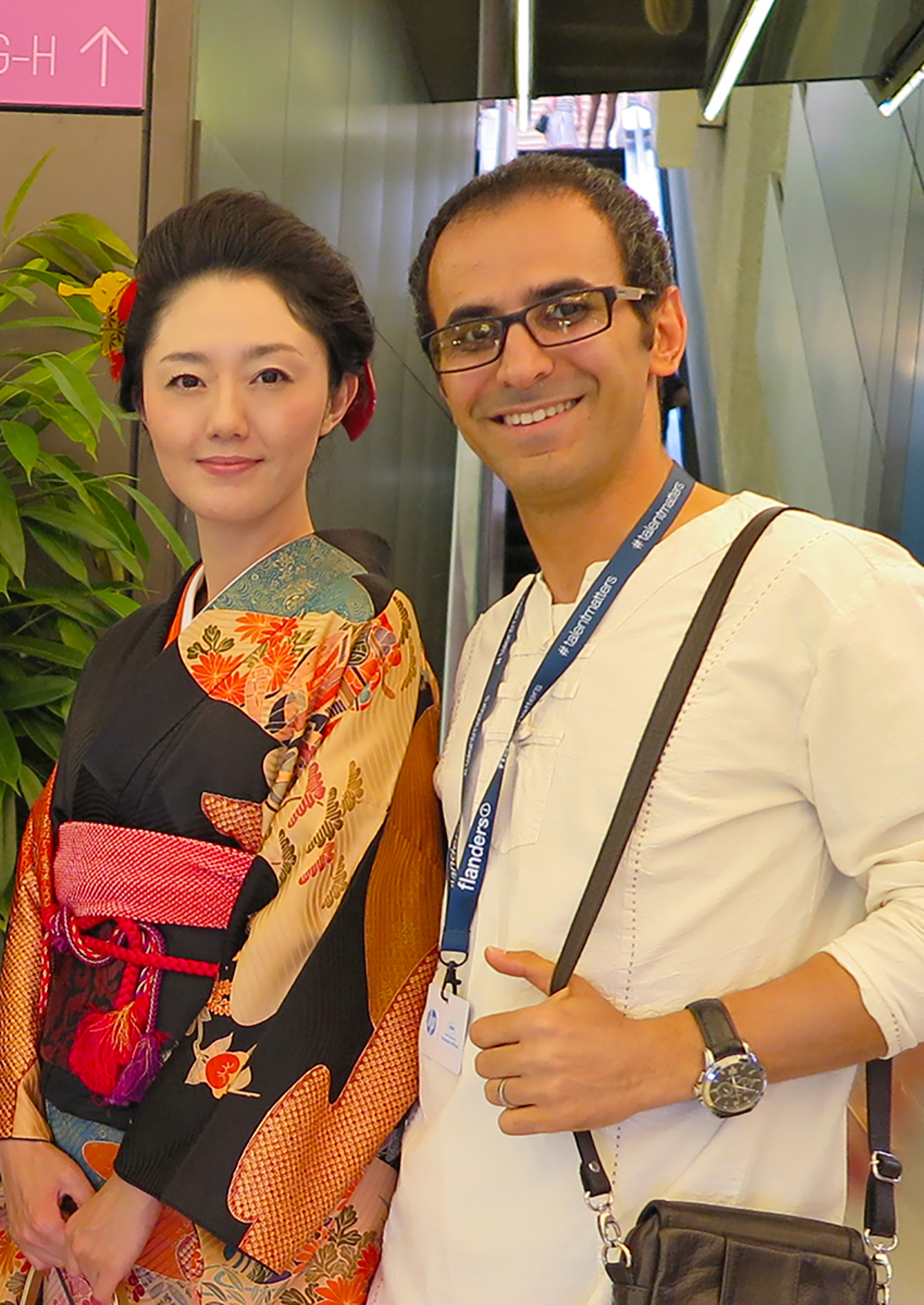
Seyed vahid olyaee, News Conference, Cannes film festival, Festival Palace, Cannes, 2016

## 略歴
最新の長編アニメーション映画「Release from Heaven」は、「カンヌ映画祭」の「アニメーション デイ」でプレミア上映されました。 この映画は反戦をテーマにしており、多くの国際的な賞を受賞しています。 

女性に対する暴力、ロヒンギャの大量虐殺、イエメンの人道危機、中国の新疆ウイグル自治区でのウイグル人の拘留について、率直で率直な批評家です。

アート パフォーマンスや映画制作に加えて、ストーリーテリング、ピッチング、セリフ ライティングに関するワークショップを開催しています。

洞窟内の原始的な絵を見ると、それらの絵が物語を語っていることがすぐにわかります。 これは、古代の洞窟壁画と非常に近代的で前衛的な芸術作品に共通する芸術の本質です。 ストーリーテリングは芸術の核心です。